# Santuario de la Divina Misericordia (Misamis Oriental)
La Santuario de la Divina Misericordia  es un complejo religioso y monumento Católico en El Salvador, Misamis Oriental, en el país asiático de Filipinas. Cuenta con una estatua de 15,24 metros de Jesús y la Divina Misericordia como el punto focal de las colinas de la Divina Misericordia, una zona con vistas a la bahía de Macajalar  en la isla meridional de Mindanao. 
El terreno de nueve hectáreas para el Santuario fue comprado por un importe nominal y el complejo fue financiado por donaciones. El santuario se terminó en 2008 y sirve como un lugar de peregrinación para los devotos católicos de la Divina Misericordia. 

## Diseño de la Imagen
En lugar de un vitral, el halo de la estatua está hecho de escaleras que conducen a una cámara interior en el corazón de la imagen. En esta cámara, hay un tabernáculo esperando al peregrino. Además, hay un nicho oculto que alberga una estatua de tamaño natural de Santa Faustina. En lugar de vitrales y azulejos, los rayos rojos y azules que fluyen del corazón de Jesús están representados por sangre y agua. En la base de la estatua, se pueden ver letras grabadas que dicen "JESÚS CONFÍO EN TI" y una cascada de agua. También hay una capilla de curación en la base de la estatua de la Divina Misericordia. A pocos metros a la derecha, se puede apreciar una hermosa imagen de la Santísima Virgen María. El Santuario de la Divina Misericordia ofrecen instalaciones completas para retiros y seminarios. En un área de 12 hectáreas, hay lugares para la reflexión y la meditación, como el Jardín del Rosario de María y las Estaciones de la Cruz. La estatua de Jesucristo de la Divina Misericordia tiene salas de reconciliación en su base, y en su corazón se encuentra una cámara de adoración.